# Болдирєв Анатолій Капітонович
Анато́лій Капіто́нович Бо́лдирєв  (26 жовтня 1883, Грайворон — 25 березня 1946) — радянський геолог.
Народився в місті Грайворон Бєлгородська область.
Закінчив Ленінградський гірничий інститут, де з 1921 був професором. Працював в галузі кристалографії, мінералогії, геохімії; запропонував нові ефективні методи визначення хімічного складу мінералів шляхом вимірювання кристалів (1925) та вивчення мінералів за їхніми рентгенограмами. Болдирєв брав участь у створенні кристалографічної номенклатури. Праці Болдирєва мають велике практичне значення для розшуків рудних корисних копалин.